# Órmos Salamínas
Órmos Salamínas (Koluri Bay) är en vik i Grekland.   Den ligger i prefekturen Nomós Attikís och regionen Attika, i den sydöstra delen av landet, 22 km väster om huvudstaden Aten.